# Daria Spiridónova
Daria Serguéyevna Spiridónova (en ruso: Дарья Сергеевна Спиридонова; Novocheboksarsk, 8 de julio de 1998) es una gimnasta rusa. Ha ganado diversas medallas en competiciones internacionales de gimnasia artística. Está casada con el también gimnasta Nikita Nagornyy.

## Carrera
En 2014, finalizó en el tercer lugar de la competición por equipos y de barras asimétricas en el Campeonato Mundial de Nanning y en el Europeo de Sofía. Al año siguiente ganó el título europeo en las barras asimétricas y, en el Campeonato Mundial, empató con Fan Yilin, Madison Kocian y Viktoria Kómova en el primer lugar de ese evento con 15.366 puntos. Este fue el primer cuádruple empate en una prueba de gimnasia artística.
El 9 de agosto de 2016, durante los Juegos Olímpicos de Río de Janeiro, obtuvo la medalla de plata, junto a María Paseka, Aliyá Mustáfina, Seda Tutkhalyan y Angelina Melnikova, en el concurso completo por equipos. En ese evento participó únicamente en las barras asimétricas, donde alcanzó los 15.100 puntos.